# Presque Isle (Maine)
Presque Isle is een plaats (city) in de Amerikaanse staat Maine, en valt bestuurlijk gezien onder Aroostook County.
Presque Isle is de grootste stad in Aroostook County. Ze ligt aan de Aroostook River en aan U.S. Route 1. In Presque Isle ligt de luchthaven Northern Maine Regional Airport at Presque Isle, een voormalige luchtmachtbasis tijdens en na de Tweede Wereldoorlog.
Even ten noordoosten van de stad ligt de golfbaan Presque Isle Country Club en het Nordic Heritage Center, waar men in de winter langlaufen en biatlon kan beoefenen.

## Demografie
Bij de volkstelling in 2000 werd het aantal inwoners vastgesteld op 9511.

## Geografie
Volgens het United States Census Bureau beslaat de plaats een oppervlakte van 200,9 km², waarvan 196,2 km² land en 4,7 km² water.

## Plaatsen in de nabije omgeving
De onderstaande figuur toont nabijgelegen plaatsen in een straal van 36 km rond Presque Isle.